# Station Wuppertal-Oberbarmen
Station Wuppertal-Oberbarmen (Duits: Bahnhof Wuppertal-Oberbarmen) is een spoorwegstation in het stadsdeel Oberbarmen van de Duitse stad Wuppertal en ligt aan de spoorlijnen Aken - Kassel, Neuss - aansluiting Linderhausen en Wuppertal - Opladen. Wuppertal-Oberbarmen is ook het Eindpunt van de Wuppertaler Schwebebahn.

## Treinverbindingen
| Serie       | Treinsoort                          | Route | Bijzonderheden            |
| ----------- | ----------------------------------- | --- | ------------------------- |
| RE 4        | Regional-Express (National Express) | Aachen Hbf – Herzogenrath – Rheydt Hbf – Mönchengladbach Hbf – Neuss Hbf – Düsseldorf Hbf – Wuppertal Hbf – Wuppertal-Oberbarmen – Hagen Hbf – Witten Hbf – Dortmund Hbf | Wupper-Express            |
| RE 7        | Regional-Express (National Express) | Rheine – Münster (Westf) Hbf – Hamm (Westf) – Hagen Hbf – Wuppertal-Oberbarmen – Wuppertal Hbf – Solingen Hbf – Köln Hbf – Neuss Hbf – Krefeld Hbf                       | Rhein-Münsterland-Express |
| 20050 RE 13 | Regional-Express (Eurobahn)         | Venlo – Mönchengladbach Hbf – Neuss Hbf – Düsseldorf Hbf – Wuppertal Hbf – Wuppertal-Oberbarmen – Hagen Hbf – Hamm (Westf)                                               | Maas-Wupper-Express       |
| RB 47       | Regionalbahn (DB Regio NRW)         | Wuppertal Hbf – Wuppertal-Oberbarmen – Remscheid-Lennep – Remscheid Hbf – Solingen Hbf – (Düsseldorf Hbf)                                                                | Vervangen door S-Bahn 7   |
| S 8         | S-Bahn (DB Regio NRW)               | Mönchengladbach Hbf – Neuss Hbf – Düsseldorf Hbf – Gruiten – Wuppertal Hbf – Wuppertal-Oberbarmen – Schwelm – Gevelsberg Hbf – Hagen Hbf                                 |                           |

## Wuppertaler Schwebebahn
| Route                                                                                               | Jaar van inbedrijfstelling | Lengte (km) | Stations |
| --------------------------------------------------------------------------------------------------- | -------------------------- | ----------- | -------- |
| Vohwinkel – Zoo/Stadion – Robert-Daum-Platz – Wuppertal Hbf – Langericht – Alter Markt – Oberbarmen | 1901                       | 13,3        | 20       |

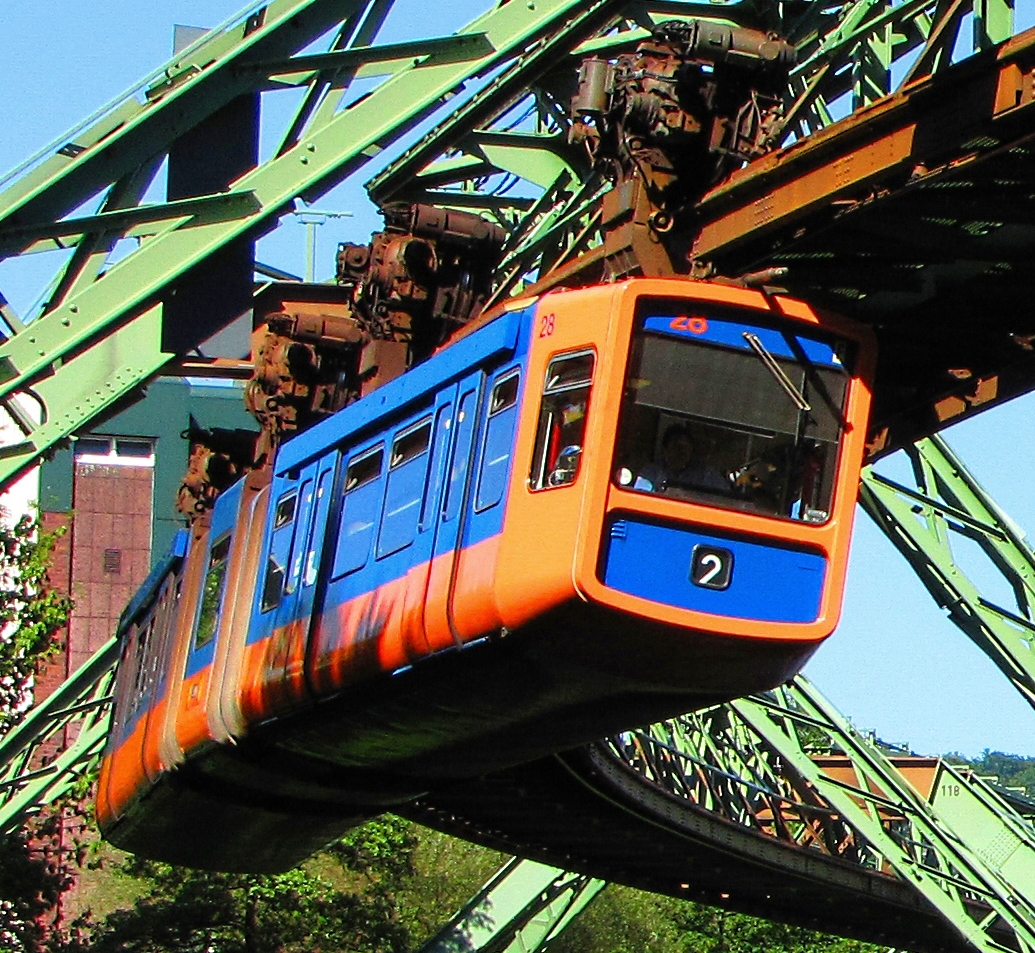
Trein van de zweefbaan
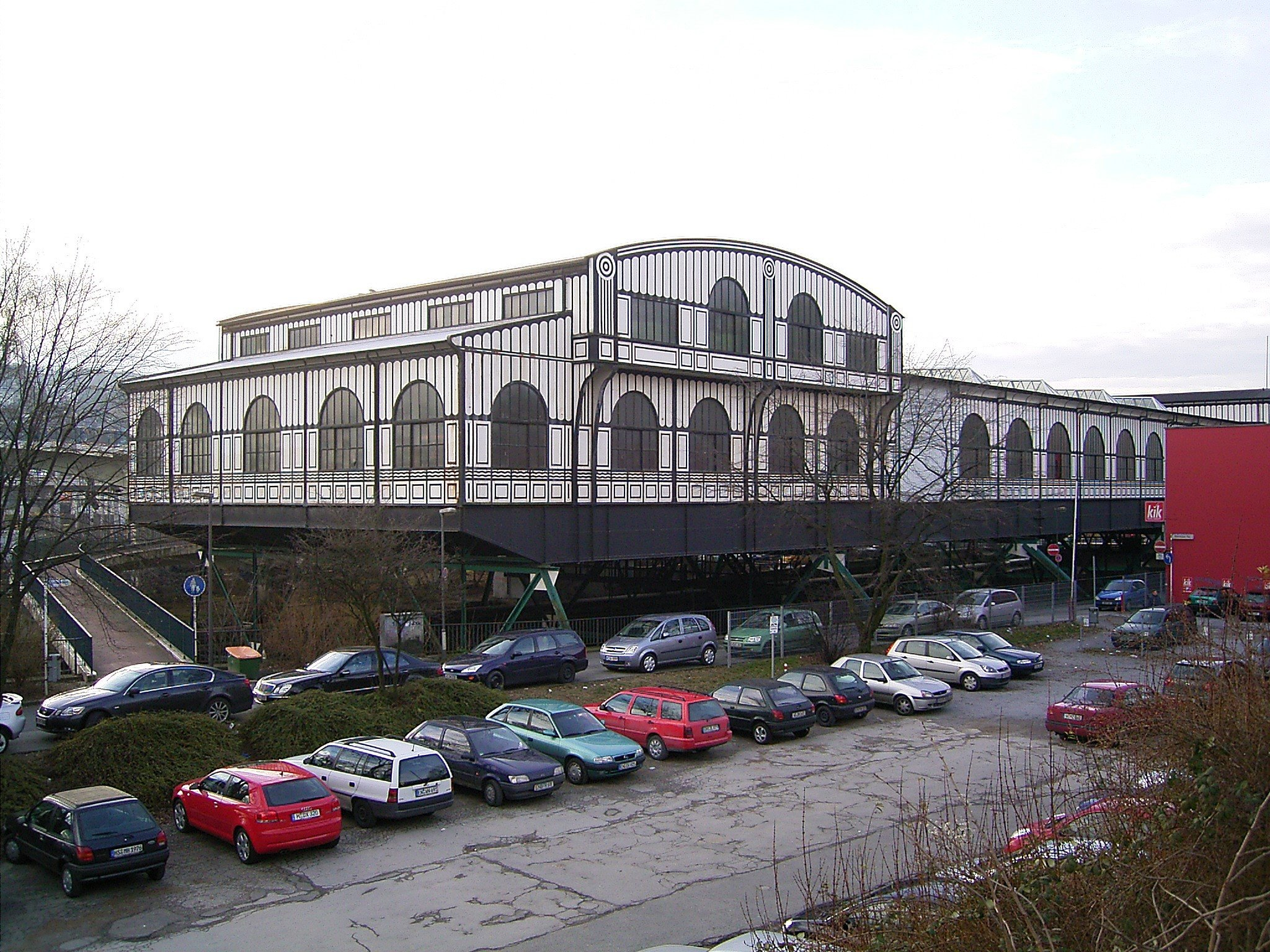
Depot en keerlus van de zweefbaan
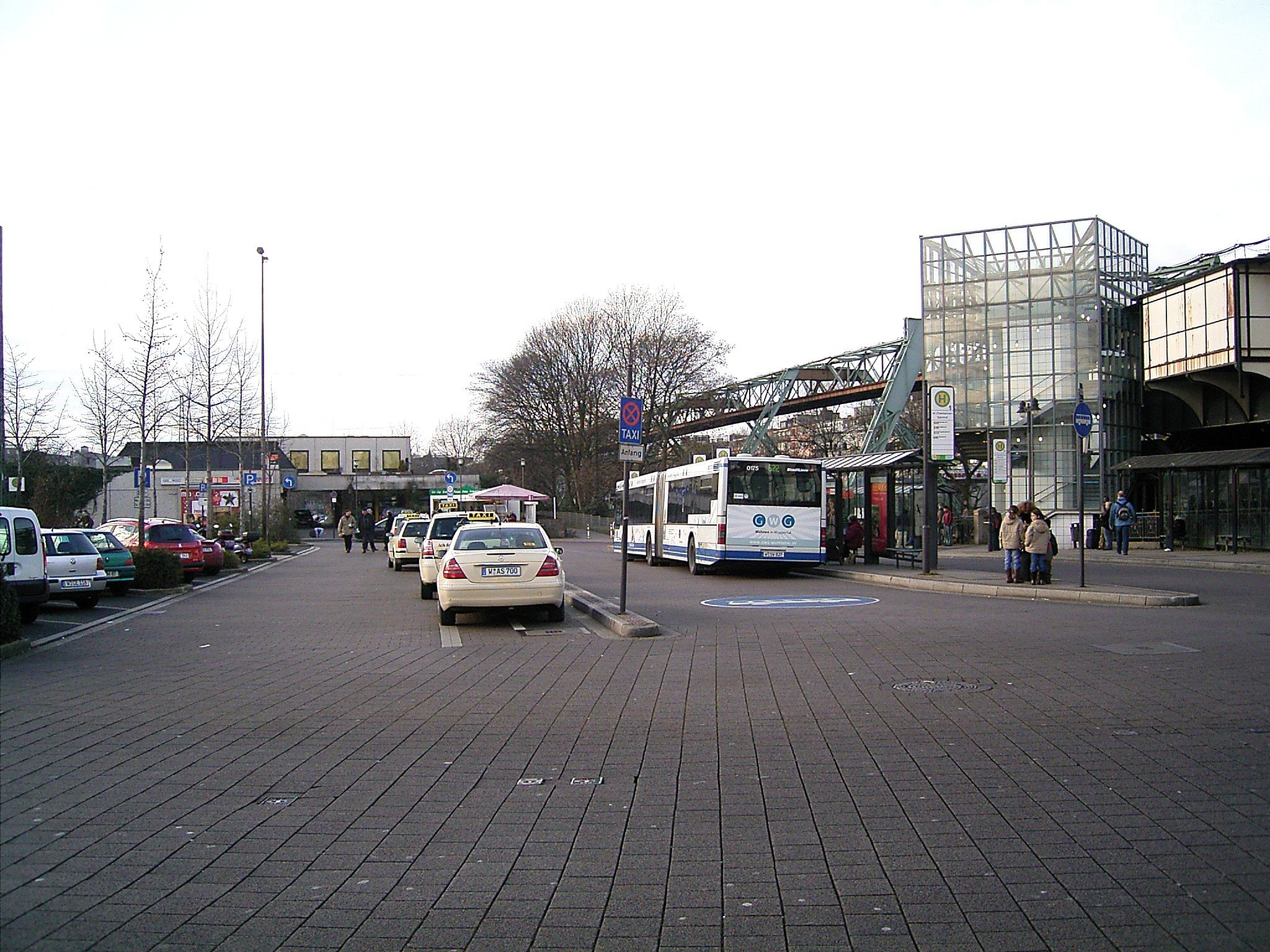
Stationsgebouw en Busstation
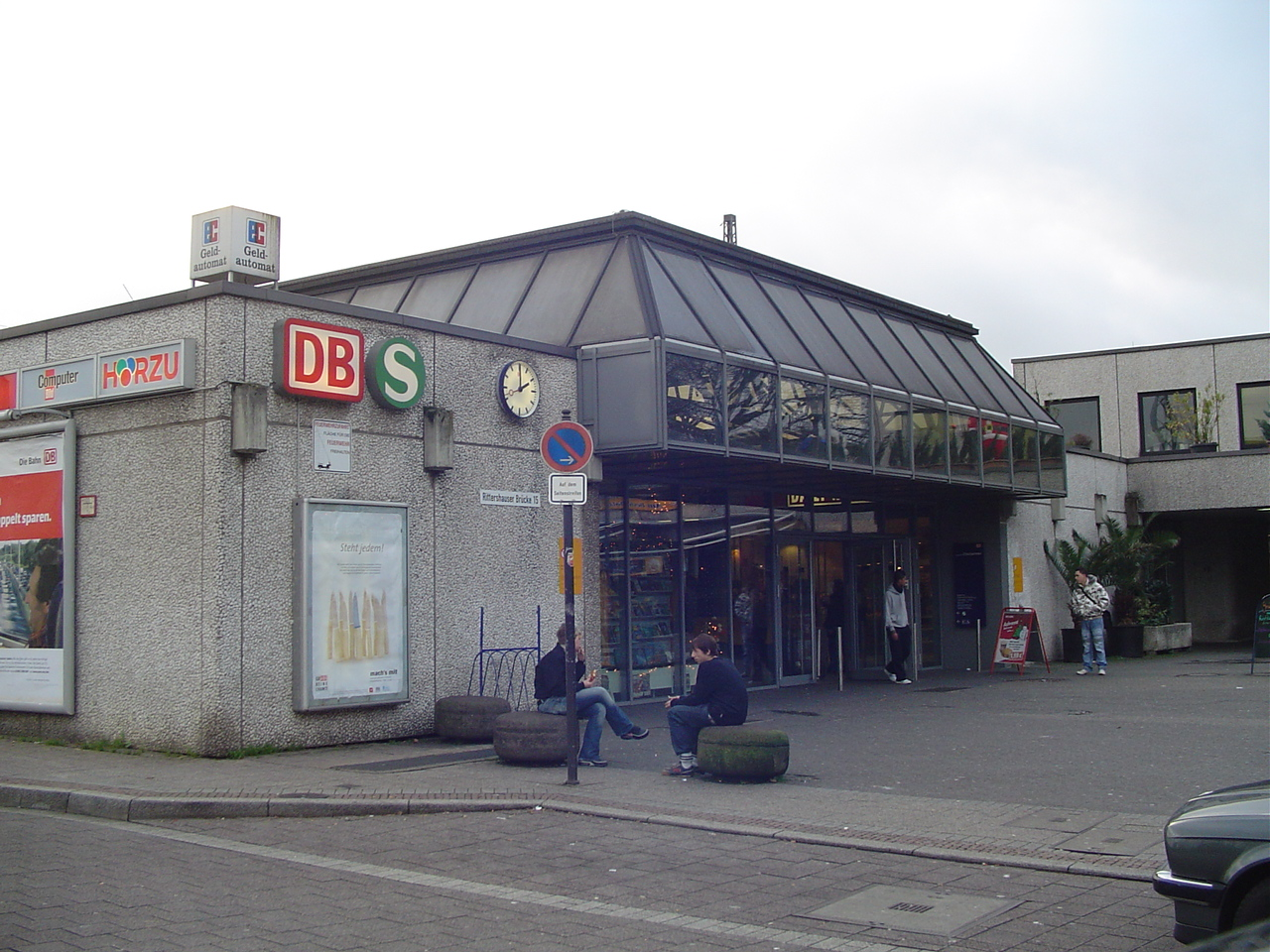
Stationsgebouw

0,2: Neuss Hbf ·
2,7: Neuss Am Kaiser ·
4,8: Neuss Rheinparkcenter ·
6,5: Düsseldorf-Hamm ·
7,3: Düsseldorf Völklinger Str. ·
9,1: Düsseldorf-Bilk ·
10,2: Düsseldorf Friedrichstadt ·
11,1: Düsseldorf Hbf ·
12,6: Düsseldorf-Flingern ·
16,6: Düsseldorf-Gerresheim ·
19,2: Erkrath ·
22,2: Hochdahl ·
23,7: Hochdahl-Millrath ·
26,9: Gruiten ·
31,9: Wuppertal-Vohwinkel ·
33,8: Wuppertal-Sonnborn ·
34,6: Wuppertal-Zoologischer Garten ·
37,4: Wuppertal-Steinbeck ·
38,1: Wuppertal Hbf ·
39,7: Wuppertal-Unterbarmen ·
41,6: Wuppertal-Barmen ·
43,6: Wuppertal-Oberbarmen ·
45,2: Wuppertal-Langerfeld ·
47,2: Schwelm West ·
48,8: Schwelm
1,9: Aachen Hbf ·
3,0: Aachen Schanz ·
5,3: Aachen West (Templerbend) ·
11,5: Kohlscheid ·
16,1: Herzogenrath ·
22,7: Übach-Palenberg ·
27,4: Geilenkirchen ·
34,6: Lindern ·
36,6: Brachelen ·
40,8: Hückelhoven-Baal ·
47,2: Erkelenz ·
51,7: Herrath ·
56,2: Wickrath ·
60,1: Rheydt Hbf ·
63,9: Mönchengladbach Hbf ·
65,9: Mönchengladbach-Lürrip ·
68,7: Korschenbroich ·
71,5: Kleinenbroich ·
75,3: Büttgen ·
80,9: Neuss Hbf ·
86,4: Düsseldorf-Bilk ·
88,4: Düsseldorf Hbf ·
109,1: Wuppertal-Vohwinkel ·
115,4: Wuppertal Hbf ·
118,9: Wuppertal-Barmen ·
120,9: Wuppertal-Oberbarmen ·
126,0: Schwelm ·
130,5: Ennepetal ·
141,7: Hagen Hbf ·
155,6: Schwerte (Ruhr) ·
170,9: Fröndenberg ·
178,8: Wickede ·
190,8: Neheim-Hüsten ·
198,8: Arnsberg (Westf) ·
209,8: Freienohl ·
218,6: Meschede ·
227,0: Bestwig ·
233,9: Olsberg ·
241,8: Brilon-Wald ·
247,8: Hoppecke ·
251,1: Messinghausen ·
257,2: Beringhausen ·
259,6: Bredelar ·
267,9: Marsberg ·
273,2: Westheim ·
283,4: Scherfede ·
292,9: Warburg (Westf) ·
301,0: Liebenau ·
313,1: Hofgeismar-Hümme ·
318,6: Hofgeismar ·
324,6: Grebenstein ·
329,2: Immenhausen ·
333,5: Espenau-Mönchehof ·
337,7: Vellmar-Obervellmar ·
337,7: Vellmar-Osterberg ·
340,2: Kassel-Jungfernkopf ·
341,4: Kassel-Harleshausen ·
342,5: Kassel-Kirchditmold ·
345,2: Kassel Hbf